# Makláry Zoltán
Makláry Zoltán (Budapest, 1896. április 16. – Budapest, 1978. július 12.) Kossuth-díjas magyar színész, országgyűlési képviselő; Makláry János színész bátyja.

## Élete
Édesapja postás, édesanyja varrónő volt, aki a ház körül mindent maga csinált, kizárólag a mosáshoz vett fel egy szlovák mosónőt. Édesapja nyugdíjaztatásakor szeszfőzdét létesített a Városligethez közel, az ún. „Csikágóban”, amely jól ment, viszont nagyon fárasztó volt és kevés hasznot hozott, ezért felhagytak vele.
Gimnáziumi évei után, 1914-ben iratkozott be Rákosi Szidi színitanodájába. Hajlékonyságát látva Szidi néni táncoskomikus szerepekre szánta az ifjú Makláryt. Azonban csak pár hónapot járhatott az iskolába, mert 1915 tavaszán besorozták katonának, és az olasz frontra vitték, ahol egy támadás során hadifogságba esett. Közel négy évig tartó, rossz körülmények között elszenvedett fogsága alatt egészen Nápoly határáig vándoroltatták. Ott a fogolytáborban a magyar ajkú egykori katonákból tábori színházat alapított, és próbálta a magyar szó „fegyverével” életben tartani fogolytársai megsebzett, és naponta sérülő önérzetét. 1919-ben került csak haza nagyon soványan, reumával és maláriával küszködve.
Amint felépült, visszament az iskolába és befejezte tanulmányait a Csengery utcai színitanodában. Tanárai: Rákosi Szidi, Tanayné Halmi Margit és Várady Antal, osztálytársai: a Latabár fivérek, Kálmán és Árpád, László Andor, Orbán Viola és a későbbi jóbarát, Gárdonyi Lajos voltak.

### Pályája
1920-tól 1922-ig a Magyar Színház, 1922 és 1926 között a Renaissance Színház tagja volt. 1925–26-ban a Belvárosi színházban, 1926 és 1935 között a Vígszínházban játszott, majd 1969-ig a Nemzeti Színház tagja volt. Vendégszerepelt a Rakéta Kabaréban, a Terézkörúti Színpadon, a Belvárosi Színházban és a Józsefvárosi Színházban is. 1923 és 1977 között 165 filmben játszott.

## Színpadi szerepek
- Molnár Ferenc: Liliom... Ficsúr

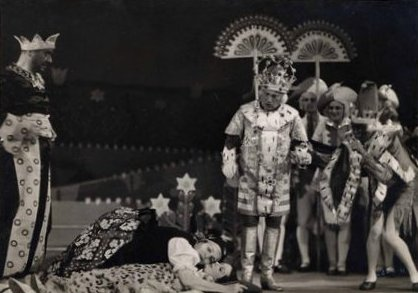
Babay József: Csodatükör. Fekete Király: Rajnai Gábor, Mikan néni: Berky Lili, Katalin: Somogyi Erzsi, Fehér király: Gózon Gyula, Fehér Bolond: Makláry Zoltán

- William Shakespeare: Athéni Timon... Flavius
- Csiky Gergely: A proletárok... Mosolygó Menyhért
- Shakespeare: Hamlet... I. sírásó
- Friedrich Schiller: Ármány és szerelem... Miller
- Szigligeti Ede: Liliomfi... Szellemfi
- Vörösmarty Mihály: Csongor és Tünde... Kalmár
- Shakespeare: Vízkereszt, vagy amit akartok... A bolond
- Molière: Tartuffe... Orgon
- Katona József: Bánk bán... Tiborc
- Anton Csehov: Ványa bácsi... Ványa bácsi

## Filmjei
- Egri csillagok (1923), rendező Fejős Pál. A film nem maradt fenn, de néhány apró darabja előkerült 2024-ben.[3]
- A kék bálvány (1931)
- Hyppolit, a lakáj (1931)
- Piri mindent tud (1932)
- Tavaszi zápor (1932)
- Kísértetek vonata (1933)
- Az ellopott szerda (1933)
- Ida regénye (1934)
- Az új rokon (1934)
- Búzavirág (1934)
- Emmy (1934)
- Szent Péter esernyője (1935)
- Budai cukrászda (1935)
- Az új földesúr (1935)
- Szenzáció (1936)
- Barátságos arcot kérek (1936)
- Légy jó mindhalálig (1936)
- Sárga csikó (1936)
- Havi 200 fix (1936)
- Három sárkány (1936)
- 3:1 a szerelem javára (1937)
- A 111-es (1937)
- Rád bízom a feleségem (1937)
- Pogányok (1937)
- A férfi mind őrült (1937)
- A kölcsönkért kastély (1937)
- Viki (1937)
- Pusztai szél (1937)
- Az én lányom nem olyan (1937)
- Torockói menyasszony (1937)
- Tokaji rapszódia (1937)
- Szerelemből nősültem (1937)
- A Noszty fiú esete Tóth Marival (1937)
- Két fogoly (1938)
- Az ember néha téved (1938)
- Örök titok (1938)
- Pillanatnyi pénzzavar (1938)
- A harapós férj (1938)
- Döntő pillanat (1938)
- Úri világ (1938)
- A hölgy egy kissé bogaras (1938)
- Rozmaring (1938)
- Tökéletes férfi (1939)
- Gyimesi vadvirág (1939)
- Pusztai királykisasszony (1939)
- Süt a nap (1939)
- A varieté csillagai (1939)
- Toprini nász (1939)
- Álomsárkány (1939)
- Szeressük egymást (1940)
- Sok hűhó Emmiért (1940)
- Tóparti látomás (1940)
- Mindenki mást szeret (1940)
- Hétszilvafa (1940)
- Pepita kabát (1940)
- Cserebere (1940)
- Erzsébet királyné (1940)
- Zavaros éjszaka (1940)
- Gül Baba (1940)
- Garzonlakás kiadó (1940)
- A nőnek mindig sikerül (1940)
- Semmelweis (1940)
- Néma kolostor (1941)
- Bob herceg (1941)
- Életre ítéltek! (1941)
- Lángok (1941)
- A harmincadik (1941)
- Leányvásár (1941)
- Háry János (1941)
- Gyurkovics fiúk (1941)
- Három csengő (1941)
- Édes ellenfél (1941)
- Balkezes angyal (1941)
- Elkésett levél (1941)
- Vissza az úton (1941)
- Behajtani tilos! (1941)
- Egy tál lencse (1941)
- Miért? (1941)
- Az utolsó dal (1942)
- Szakítani nehéz dolog (1942)
- Egy szív megáll (1942)
- Isten rabjai (1942)
- Tavaszi szonáta (1942)
- Házasság (1942)
- Őrségváltás (1942)
- Kadétszerelem (1942)
- Fráter Loránd (1942)
- Kádár kontra Kerekes (1942)
- Haláltánc (1942)
- Szerető fia, Péter (1942)
- Szíriusz (1942)
- Jómadár (1943)
- A „28-as” (1943)
- Egér a palotában (1943)
- Szerencsés flótás (1943)
- Heten, mint a gonoszok (1943)
- Szerelmi láz (1943)
- Álomkeringő (1943)
- Kalotaszegi Madonna (1943)
- Legény a gáton (1943)
- Rákóczi nótája (1943)
- Sziámi macska (1943)
- Tilos a szerelem (1943)
- Zenélő malom (1943)
- Nászinduló (1944)
- Az első (1944)
- Ez történt Budapesten (1944)
- Magyar sasok (1944)
- Sárga kaszinó (1944)
- Viharbrigád (1944)
- Futótűz (1944)
- Ördöglovas (1944)
- Kétszer kettő (1944)
- Madách: Egy ember tragédiája (1944)
- A tanítónő (1945)
- Talpalatnyi föld (1948)
- Janika (1949)
- Úri muri (1950)
- Kis Katalin házassága (1950)
- Dalolva szép az élet (1950)
- Első fecskék (1952)
- Tűzkeresztség (1952)
- Föltámadott a tenger (1953)
- Rákóczi hadnagya (1954)
- 2×2 néha 5 (1954)
- A 9-es kórterem (1955)
- Hintónjáró szerelem (1955)
- Körhinta (1955)
- Tanár úr, kérem… (1956)
- A csodacsatár (1956)
- Az élet hídja (1956)
- Az eltüsszentett birodalom (1956)
- Hannibál tanár úr (1956)
- Mese a 12 találatról (1956)
- Ünnepi vacsora (1956)
- Éjfélkor (1957)
- A császár parancsára (1957)
- A tettes ismeretlen (1957)
- Sóbálvány (1958)
- Édes Anna (1958)
- Pár lépés a határ (1959)
- Bogáncs (1959)
- Álmatlan évek (1959)
- Tegnap (1959)
- Légy jó mindhalálig (1960)
- Fűre lépni szabad (1960)
- Alázatosan jelentem (1960)
- Három csillag (1960)
- Merénylet (1960)
- Angyalok földje (1962)
- Az utolsó vacsora (1962)
- Megszállottak (1962) ... Józsi bácsi
- Párbeszéd (1963)
- Germinal (1963)
- Másfél millió (1964)
- Az aranyfej (1964)
- Egy magyar nábob (1966)
- Édes és keserű (1966)
- Aranysárkány (1966)
- Egy szerelem három éjszakája (1967)
- Amerikai cigaretta (1977)

## Díjai, elismerései
- Kossuth-díj (1954)
- Érdemes művész (1954)
- Kiváló művész (1955)

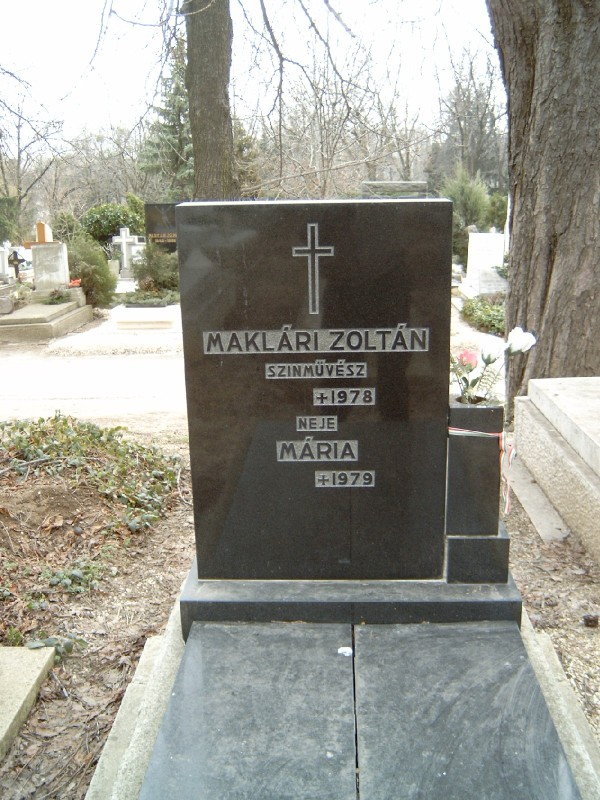
Sírja Budapesten. Farkasréti temető: 25-1-68

- Magyar Filmkritikusok Díja – Legjobb férfi alakítás díja (1963)